# جان جيرمان
جان جيرمان (بالفرنسية: Jean Germain)‏ هو سياسي فرنسي، ولد في 11 سبتمبر 1947 في تور في فرنسا، وتوفي بنفس المكان في 7 أبريل 2015. حزبياً، نشط في الحزب الاشتراكي. وقد انتخب عضو مجلس الشيوخ الفرنسي وانتخب عضو مجلس جهوي وانتخب رئيس بلدية ‏ تور (25 يونيو 1995 – 5 أبريل 2014).